# Poortsundet
Le Poortsundet est le détroit qui sépare Nordre Repøya de Søre Repøya en Terre d'Orvin dans le Nordaustlandet au Svalbard. 
Il a été nommé en hommage à l’explorateur arctique William Poort,.